# Johann Georg Agricola
Johann Georg Agricola (* 25. Oktober 1558 in Amberg; † 20. November 1633 in Regensburg) war ein deutscher Mediziner.

## Leben und Wirken
Johann Georg wurde als Sohn von Georg Agricola in Amberg 1558 geboren. Wie sein Vater wählte auch er den medizinischen Beruf. Im Jahr 1582 wurde er an der Universität Heidelberg immatrikuliert und wurde dort am 26. November 1582 Baccalaureus. 1588 nahm er an der Universität Wittenberg ein Studium der Medizin auf und beendete dies 1593.
Zurückgekehrt in seine Geburtsstadt wurde er am 31. Oktober 1594 zum Stadtphysikus erwählt. Dort wirkte er, mit Unterbrechungen von 1614 bis 1621, bis 1629. Aufgrund seines lutherischen Glaubens, wandte er sich im Februar 1629 nach Regensburg, wo er als praktischer Arzt arbeitete. Bekannt geworden ist Agricola durch seine Verbindung naturgeschichtlicher Darstellungen mit ihrer medizinischen Verwendungsmöglichkeit.

## Werke
- Cervi excoriati et dissecti in medicina usus, Das ist kurze Beschreibung, Welcher gestalt deß zu gewisser Zeit gefangenen Hirschen fürnembste Glieder in der Artzney zu gebrauchen …. Amberg 1603.
- Cervi cum integri et vivi natura et proprietas tum excoriati et dissecti in medicina usus, Das ist: Außführliche Beschreibung deß gantzen Lebendigen Hirschens, seiner Natur vnd Eygenschafften: Dann ferner Welcher Gestalt deß zu gewisser Zeit gefangenen Hirschens fürnembste Glieder in der Arztney zu gebrauchen … Amberg 1617; vermutliche Neuauflage des vorgenannten Titels
- Nützlicher vnd außführlicher Bericht: Woher die warme vnd wilde Bäder, sonderlich die uff dem Schwartzwalde … Ihren vrsprung … haben. Amberg 1619 (1. Aufl. ohne Verf. u. Ort 1598).